# Viduque
Viduque es un caserío peruano ubicado en el distrito de Catacaos, perteneciente a la provincia y departamento de Piura, al norte del Perú. 

## Ubicación
Viduque se ubica al oeste de la provincia de Piura, en el distrito de Catacaos, en el departamento de Piura.

## Demografía
En 2017 Viduque tenía una población de 732 habitantes.
| Gráfica de evolución demográfica de Viduque entre 1993 y 2017 |
|                                                               |
| Fuentes: Población 1993 y 2017                                |